# Judo aux Jeux olympiques de la jeunesse d'été de 2010
Navigation
Édition suivante
Le judo aux jeux olympiques de la jeunesse d'été de 2010 a eu lieu à Singapour du 21 au 25 août. Ils avaient un total de huit catégories de poids pour les garçons et les filles.

## Programme des compétitions
| Date    | Jour     | Temps | Détails                                          |
| ------- | -------- | ----- | ------------------------------------------------ |
| 21 août | Samedi   | 18:00 | - 55 kg garçons, - 66 kg garçons, - 44 kg filles |
| 22 août | Dimanche | 18:00 | - 52 kg filles, - 81 kg garçons, - 63 kg filles  |
| 23 août | Lundi    | 18:00 | - 78 kg filles, - 100 kg garçons                 |
| 25 août | Mercredi | 18:00 | Équipe mixte                                     |

## Tableau des médailles
| Rang  | Nation        | Or | Argent | Bronze | Total |
| ----- | ------------- | -- | ------ | ------ | ----- |
| 1     | États-Unis    | 2  | 0      | 0      | 2     |
| 1     | Corée du Sud  | 2  | 0      | 0      | 2     |
| 1     | Japon         | 2  | 0      | 0      | 2     |
| 4     | Belgique      | 1  | 1      | 0      | 2     |
| 5     | Tchéquie      | 1  | 0      | 0      | 1     |
| 6     | Russie        | 0  | 2      | 0      | 2     |
| 7     | Corée du Nord | 0  | 1      | 1      | 2     |
| 7     | Hongrie       | 0  | 1      | 1      | 2     |
| 7     | Allemagne     | 0  | 1      | 1      | 2     |
| 9     | Ouzbékistan   | 0  | 1      | 0      | 1     |
| 9     | Brésil        | 0  | 1      | 0      | 1     |
| 12    | Ukraine       | 0  | 0      | 2      | 2     |
| 13    | Cambodge      | 0  | 0      | 1      | 1     |
| 13    | Biélorussie   | 0  | 0      | 1      | 1     |
| 13    | Espagne       | 0  | 0      | 1      | 1     |
| 13    | Danemark      | 0  | 0      | 1      | 1     |
| 13    | Arménie       | 0  | 0      | 1      | 1     |
| 13    | Autriche      | 0  | 0      | 1      | 1     |
| 13    | Slovaquie     | 0  | 0      | 1      | 1     |
| 13    | Croatie       | 0  | 0      | 1      | 1     |
| 13    | Lituanie      | 0  | 0      | 1      | 1     |
| 13    | Slovénie      | 0  | 0      | 1      | 1     |
| 13    | Kirghizistan  | 0  | 0      | 1      | 1     |
| Total | Total         | 8  | 8      | 16     | 32    |

## Compétition garçons
| Édition     | Or                    | Argent                   | Bronze           |
| ----------- | --------------------- | ------------------------ | ---------------- |
| - de 55 kg  | David Pulkrabek       | Mansurkhuja Muminkhujaev | Dmytro Atanov    |
| - de 55 kg  | David Pulkrabek       | Mansurkhuja Muminkhujaev | Pedro Rivadulla  |
| - de 66 kg  | Maxamillian Schneider | Hyon Song-chol           | Cai Phuc Hong    |
| - de 66 kg  | Maxamillian Schneider | Hyon Song-chol           | Davit Ghazaryan  |
| - de 81 kg  | Lee Jae-hyung         | Khasan Khalmurzaev       | Arpad Szakacs    |
| - de 81 kg  | Lee Jae-hyung         | Khasan Khalmurzaev       | Krisztián Tóth   |
| - de 100 kg | Ryosuke Igarashi      | Toma Nikiforov           | Marius Piepke    |
| - de 100 kg | Ryosuke Igarashi      | Toma Nikiforov           | Bolot Toktogonov |

## Compétitions filles
| Édition    | Or               | Argent         | Bronze            |
| ---------- | ---------------- | -------------- | ----------------- |
| - de 44 kg | Bae Seul-bi      | Barbara Batizi | Sothea Sam        |
| - de 44 kg | Bae Seul-bi      | Barbara Batizi | Vita Valnova      |
| - de 52 kg | Katelyn Bouyssou | Anna Dmitrieva | Ri Un-ju          |
| - de 52 kg | Katelyn Bouyssou | Anna Dmitrieva | Christine Huck    |
| - de 63 kg | Miku Tashiro     | Flavia Gomes   | Barbara Matić     |
| - de 63 kg | Miku Tashiro     | Flavia Gomes   | Laura Naginskaite |
| - de 78 kg | Lola Mansour     | Natalia Kubin  | Kseniya Darchuk   |
| - de 78 kg | Lola Mansour     | Natalia Kubin  | Urska Potocnik    |

## Par équipes
| Édition | Or | Argent | Bronze |
| ------- | --- | --- | --- |
| Équipe  | Équipe Essen Lesly Cano (PER) Pedro Rivadulla (ESP) Andrea Krisandova (SVK) Kairat Agibayev (KAZ) Daryl Lokuku Ngambomo (COD) Miku Tashiro (JPN) Alex García Mendoza (CUB) | Équipe Belgrade Anna Dmitrieva (RUS) Jeremy Saywell (MLT) Jennet Geldybayeva (TKM) Babacar Cisse (SEN) Haley Baxter (NZL) Dulguun Otgonbayar (MGL) Lola Mansour (BEL) Marius Piepke (GER) | Équipe Le Caire Neha Thakur (IND) Mansurkhuja Muminkhujaev (UZB) Christine Huck (AUT) Ioan Visan (ROU) Andrea Guillen (CRC) Eldin Omerovic (BIH) Barbara Matić (CRO) Pedro Pineda (VEN) |
| Équipe  | Équipe Essen Lesly Cano (PER) Pedro Rivadulla (ESP) Andrea Krisandova (SVK) Kairat Agibayev (KAZ) Daryl Lokuku Ngambomo (COD) Miku Tashiro (JPN) Alex García Mendoza (CUB) | Équipe Belgrade Anna Dmitrieva (RUS) Jeremy Saywell (MLT) Jennet Geldybayeva (TKM) Babacar Cisse (SEN) Haley Baxter (NZL) Dulguun Otgonbayar (MGL) Lola Mansour (BEL) Marius Piepke (GER) | Équipe Tokyo Bae Seul-bi (KOR) Fabio Basile (ITA) Gaelle Nemorin (MRI) Patrik Ferreira Martins (AND) Rotem Shor (ISR) Kevin Fernandez (HON) Kseniya Darchuk (UKR) Batuhan Efemgil (TUR) |